# القبلي، إب
القبلي هي إحدى قرى الجمهورية اليمنية. وهي تتبع جغرافيًا لمحافظة إب. وإداريًا لمديرية إب. يبلغ تعداد سكانها 1211 نسمة حسب الإحصاء الذي جرى عام 2004.